# Champagne Koch
 (novembre 2024).
Champagne Koch est une maison de Champagne fondée à Avize en 1820 par Johann Charles Philipp Koch, dit Charles Koch, immigrant allemand originaire de Heidelberg.

## Chronologie
En 1830, Charles Koch s'associe avec Dinet-Peuvrel à Avize en créant une société en nom collectif Dinet-Peuvrel & Koch, pour la production et le commerce de champagne.
En 1858, cette association est dissoute et remplacée par la société Bumiller & Koch, dirigée par Charles Koch fils ainé du fondateur, Eugène Koch son 3e fils et Frédéric Bumiller son neveu.
En 1859, premiers dépôts de marques, entre autres : " La Goutte d'Or ".

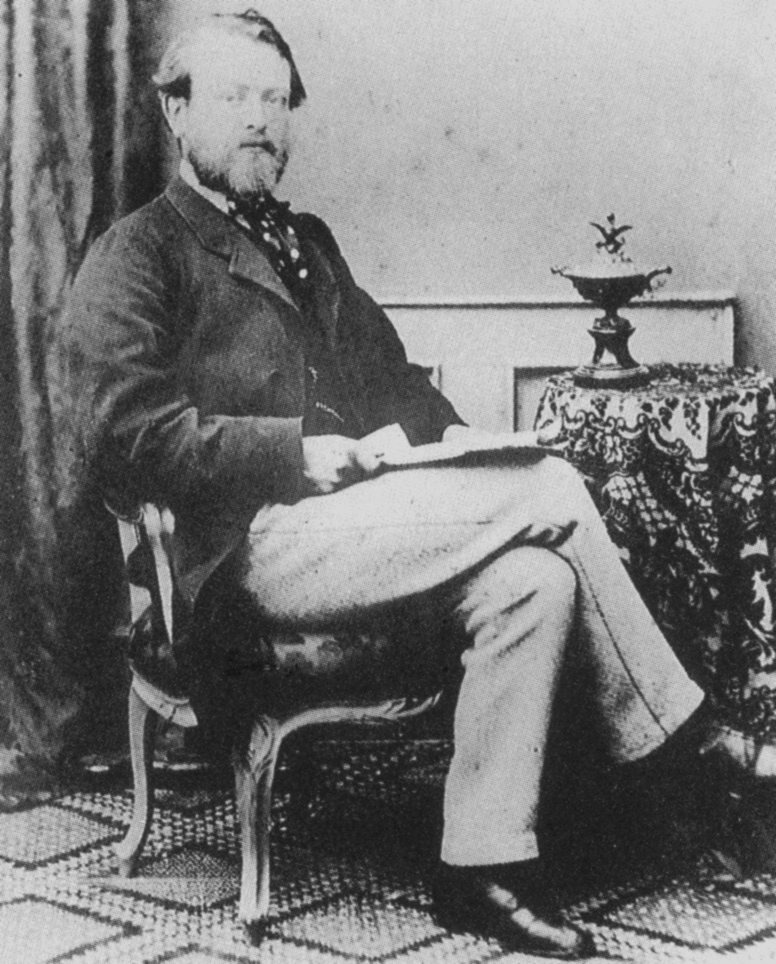
Gustave Koch, maire d'Avize en 1870 et directeur du champagne Koch.

En 1863, après la mort de Charles Koch le fondateur et de son fils ainé Charles, une nouvelle société en nom collectif est créée : Koch fils & Bumiller dirigée par Eugène Koch, Gustave Koch (2e fils du fondateur et polytechnicien), et Frédéric Bumiller jusqu'en 1865.

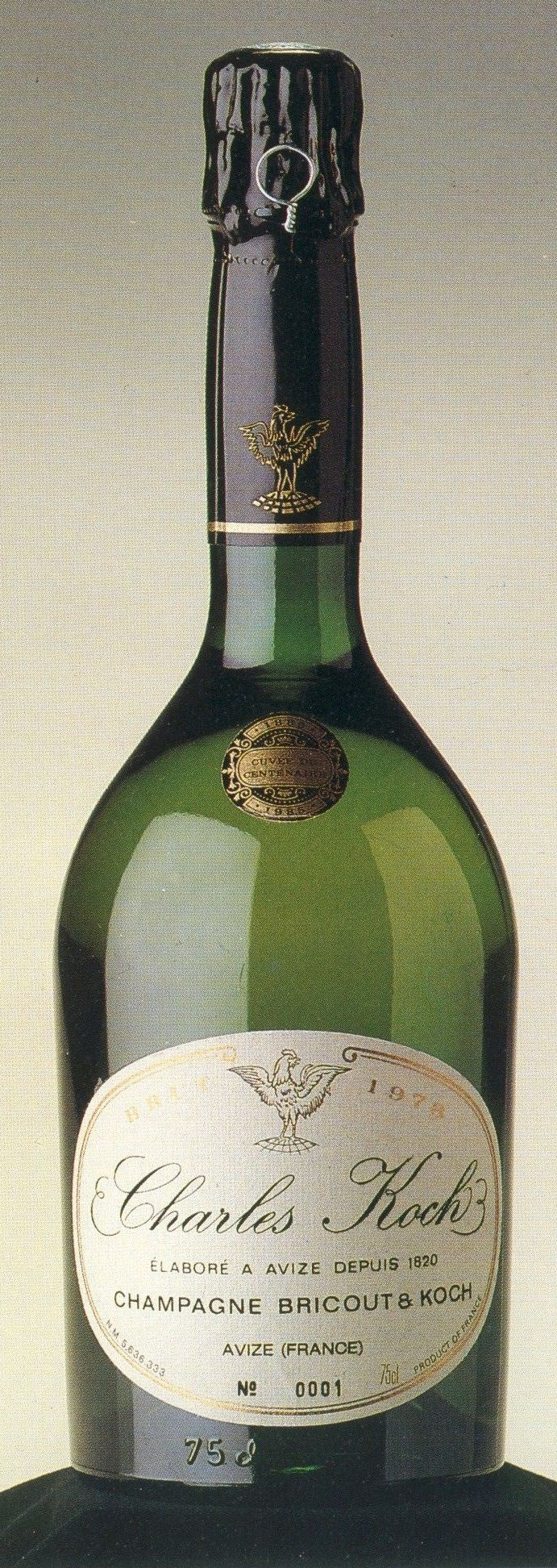
Une bouteille de champagne Bricourt & Koch, cuvée Charles Koch 1978.

En 1866, Gustave et Eugène sous la raison sociale « Koch Fils » continuent seuls l’exploitation de la Maison Koch, au 7 rue de Cramant, au Château Koch d’Avize, lançant les marques «  La Goutte d’Or Koch Fils » et « Koch & Cie ».
En 1873, le Champagne Koch fils est médaillé à l'exposition alimentaire[Laquelle ?].
En 1879, Gustave et Eugène établissent de nouveaux statuts de l'entreprise Koch fils plus contraignants pour Gustave.
En 1890, mort d'Eugène Koch, Gustave Koch doit alors tenir seul l'entreprise. 
En 1891, le Champagne Koch est fêté par le frère du tsar le Grand-duc Serge à l’exposition de Moscou.
En 1900 : Pauline Paris, veuve d’Eugène Koch, reprend ses parts de l'entreprise, s’appuyant sur une clause qui avait été imposée dans le contrat d’association à l’initiative de son père Henri Paris, ancien maire de Reims et avocat.
La production diminue, malgré les efforts de Gustave pour lancer de nouvelles marques comme « Tisane Bonna Frères, cuvée spéciale de la Maison Koch » en 1900, ou « Gustave Koch et Cie » en 1901, celui-ci meurt du diabète à 68 ans en 1903.
Le seul fils de Gustave Koch et également seul petit-fils du fondateur : Philippe Koch, exploite alors la marque « Koch » à Avize jusqu'à son arrêt définitif en 1912. 
En 1977 le Champagne Koch renait au Château Koch d'Avize grâce à C.A. Kupferberg directeur du Champagne Bricout, qui recrée la cuvée Charles Koch produite par la société Bricout & Koch.